# Aaron Ashmore

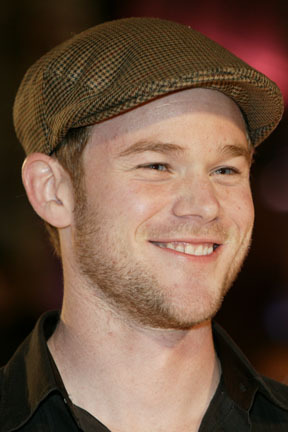
Aaron Ashmore (2007)

Aaron Robert Ashmore (* 7. Oktober 1979 in Richmond, British Columbia) ist ein kanadischer Schauspieler.

## Leben
Aaron Ashmore wurde am 7. Oktober 1979 in Richmond als Sohn von Linda und Rick Ashmore geboren. Er hat einen eineiigen Zwillingsbruder namens Shawn. Die beiden haben ein „GMA“-Tattoo (Good Man Ashmore) an ihrem Handgelenk. Aaron ist seit dem 20. Juni 2014 mit Zoë Kate verheiratet.
Ashmore ist seit 1991 im Film- und Fernsehgeschäft aktiv. Zunächst absolvierte er kleine Auftritte in verschiedenen Film- und Fernsehproduktionen. Seit Beginn der 2000er Jahre ist er auch in größeren Rollen zu sehen. Seine im Vergleich ersten längerfristigen Rollen übernahm er in den Serien Veronica Mars und Missing – Verzweifelt gesucht in den Jahren 2004 bis 2006. Von 2006 bis 2011 war er in mehr als 50 Folgen von Smallville als  Jimmy Olsen zu sehen. In der Syfy-Serie Warehouse 13 verkörperte er den homosexuellen Agenten Steve Jinks.

## Filmografie (Auswahl)

### Filme
- 1991: Dinner für Sechs – Woodstock meets Wallstreet (Married to It)
- 2001: The Safety of Objects
- 2002: The Skulls II
- 2004: Prom Queen – Einer wie keiner (Prom Queen: The Marc Hall Story)
- 2007: Palo Alto
- 2009: Fear Island – Mörderische Unschuld (Fear Island)
- 2009: Frozen – Etwas hat überlebt (The Thaw)
- 2010: The Shrine
- 2015: Regression
- 2019: Tammy’s Always Dying
- 2020: Santa Squad: Die Weihnachtstruppe (The Santa Squad)

### Fernsehserien
- 1996: Ein Mountie in Chicago (Due South)
- 2000: Nikita (La Femme Nikita, Folge 4x11 Zeit für Helden bzw. Time To Be Heroes)
- 2002–2005: The Eleventh Hour
- 2004–2006: Veronica Mars
- 2005: The West Wing – Im Zentrum der Macht (The West Wing)
- 2005–2006: Missing – Verzweifelt gesucht (Missing)
- 2006–2011: Smallville
- 2010: Private Practice
- 2010: Fringe – Grenzfälle des FBI (Fringe, Folge 3x05 Bernstein 31422)
- 2010: The Bridge (1 Folge)
- 2010–2012: In Plain Sight – In der Schusslinie (In Plain Sight)
- 2011–2014: Warehouse 13
- 2011: The Listener – Hellhörig (The Listener, Folge 2x09 Die Posaunen von Jericho)
- 2011–2012: Lost Girl
- 2012: Murdoch Mysteries (1 Folge)
- 2015–2019: Killjoys (50 Folgen)
- 2017: Ransom (1 Folge)
- 2019: Designated Survivor (4 Folgen)
- 2019: Cardinal (4 Folgen)
- 2020: Private Eyes (1 Folge)
- 2020: Locke & Key (17 Folgen)
- seit 2022: SkyMed
- 2023: Accused (1 Folge)
- seit 2023: Ginny & Georgia